# 阪急バス猪名川営業所
阪急バス猪名川営業所（はんきゅうバスいながわえいぎょうしょ）は、兵庫県川辺郡猪名川町白金にある阪急バスの営業所。
最寄りの停留所は「紫合（ゆうだ）」・「パークタウン中央」。

## 概要
1987年5月に開設された。猪名川町一帯は、隣接する川西市と共に清和台営業所が担当していたが、ニュータウン路線の増便や新設に伴い手狭となったため、増車を兼ねて開設された。
担当路線は、清和台営業所とともに川西・猪名川地区のニュータウン路線が中心で、猪名川町北部地区のローカル路線も担当している。また、2012年12月10日以降は前日付で閉鎖された能勢営業所から、能勢町内の路線も引き継いでいる。
開設当時は猪名川町内の新興ニュータウン路線を主に担当していたため、所属する車両は少なく、広大な敷地を持て余すほどだった。しかし、1996年4月2日の県道12号バイパスの開通に伴う関連路線の大増発により状況は一変。敷地に余裕のあった当営業所に多くの車両が増車され、あわせて清和台営業所との分担が見直された結果、所属台数は清和台を上回った。
乗務員（運転士）は猪名川・清和台の両営業所に一括して所属し、乗務によって受け持つ営業所が変わる。また、川西・猪名川地区の路線に関する問い合わせ先として当営業所が指定されていることが多い。

## 現行路線

### 川西猪名川線
2002年3月24日の路線改編で、杉生線・猪名川パークタウン線・つつじが丘線・けやき坂線を総称して「川西猪名川線」、各路線をそれぞれ「川西猪名川線○○系統」と名称を変えた。2012年3月26日にダイヤ改正があり、一部系統で変化が生じている。

#### 杉生系統
- 1系統：JR川西池田駅/阪急川西能勢口駅[注釈 1] - 萩原台 - 鶯台 - 清和台営業所前
  - 1系統は県道12号バイパス（日高町 - 萩原台間）の開通に伴う、1996年4月2日の路線改編で誕生したメインの系統。川西池田・川西能勢口の両駅と清和台の住宅地を結んでいる。猪名川パークタウン系統（6 - 8系統）やつつじが丘系統（9系統）の本数を加えると、川西 - 清和台間では終日にわたって濃密なダイヤとなっている。運行本数の多さから、車両は清和台・猪名川の両営業所の所属車が併用されている。
  - 朝ラッシュ時の川西行きと、夕ラッシュ時の清和台行きの一部は「特急」[注釈 2]と称した速達便も運行される他、朝の阪急川西能勢口行きの一部は日高町のみ通過する「準急」も運行される。
  - 2021年10月16日の改正までは「快速」[注釈 3]も運行されていた。
  - 1998年7月18日の改正からは深夜バスの運行も開始した（運賃は通常の倍額が必要）。現在は23時以降の3本と土休日の最終便が深夜バスとなっている。

- 2系統：阪急川西能勢口駅 - 萩原台 - 鴬台 - 清和台営業所前 - 広根 - 紫合
  - 2002年3月24日の改正から新設された系統。1系統の一部を清和台から県道12号旧道経由で、猪名川営業所の最寄りである紫合まで延長したものである。
  - 2021年の改正からは広根方面の便は石道口を通過するようになった。
- 12系統：阪急川西能勢口駅 - 丸の内町 - 多田神社前 - 清和台営業所前 - 広根 - 紫合 - 日生中央駅
  - 川西 - 清和台間のバイパス開通前のメイン系統。ほぼ全区間県道12号旧道を走行する。清和台以北は2系統とルートが重複している。
  - 日高町は道路環境の都合上、川西行きのみ停車する。広根方面の便は石道口を通過する。
  - 紫合や清和台営業所前発着の区間便あり。
- 22系統：日生中央駅 → 紫合 → 清和台営業所前 → 多田神社前 → 川西市役所前 → 阪急川西能勢口駅
  - 滝山 → 川西間を県道ではなく市道を経由する系統で、昼間時の川西行きのみ運行。
- 30系統：阪急川西能勢口駅 → 丸の内町 → 西多田一丁目 → 西多田 → 鶯台 → 萩原台 → 阪急川西能勢口駅
  - 平日朝1本のみ運行される循環系統。川西 → 矢問は12系統と同じ旧道を走行する。矢問を出発後は、「西多田」交差点を左折し、同系統のみ停車する西多田一丁目を経由。バイパスに出たところで再び左折し川西へと戻る。旧道に入ってからは「準急」として運行されるため、日高町は南北両方向とも通過となる。

#### 湯山台系統
- 4系統：JR川西池田駅 → 阪急川西能勢口駅 → 萩原台 → 南野坂 → 湯山台 → 萩原台 → 阪急川西能勢口駅/JR川西池田駅[注釈 1]
  - 県道12号バイパス（日高町 - 萩原台間）の開通に伴う、1996年4月2日の路線改編により誕生した循環系統である。
  - 県道12号バイパスを走行し、萩原台から南野坂と湯山台の住宅地を数字の8を描くように回り、再び萩原台へ戻る循環ルートとなっている。深夜の一部便は萩原台で終点となるが、この一部便以外は、川西方面へそのまま戻る運行となっている。また、平日朝の錦松台口発阪急川西能勢口駅行き9本は、日高町を通過する「準急」として運行される。
  - 車両は猪名川・清和台の両営業所の所属車が併用されている。

#### 猪名川パークタウン系統
県道12号バイパス（清和台 - つつじが丘間）の開通により、2002年3月24日から運行を始めた系統である。中心となるのは猪名川パークタウン内の停留所をくまなく回る6系統だが、平日の朝ラッシュ時は6系統に代わり、7系統（若葉地区経由）と8系統（白金地区経由）に振り分けられる。2012年3月26日のダイヤ改正で、6系統のJR川西池田発着便が新設された。
いずれの系統も阪急川西能勢口駅 - パークタウン中央の区間便が存在する。6系統についてはJR川西池田駅発着便もある。
7・8系統は、朝ラッシュ時の川西方面に特急便が、6系統は急行便がそれぞれ運行される。急行は石道口 - 西多田間を無停車、清和台南までの各停留所と鴬台・萩原に停車する。2012年3月26日のダイヤ改正で急行の停車停留所に一部変化が生じている。
6系統は夕ラッシュ時に特急も運行される。また、深夜バスも設定されている（パークタウン中央行き各停便）。
2021年10月16日のダイヤ改正までは朝ラッシュ時に快速が運行されていた他、阪急川西能勢口に乗り入れない44系統（パークタウン中央 → 日生中央）も運行されていた。
- 6系統：JR川西池田駅 - 阪急川西能勢口駅[注釈 1] - 萩原台 - 鴬台 - 清和台営業所前 - つつじが丘 - パークプラザ前 - 白金三丁目 - 紫合 - 日生中央駅
- 7系統：日生中央駅 → 紫合 → 大原公園前 → パークプラザ前 → つつじが丘 → 清和台営業所前 → 鴬台 → 萩原台 → 阪急川西能勢口駅
- 8系統：日生中央駅 → 紫合 → 白金三丁目 → つつじが丘 → 清和台営業所前 → 鴬台 → 萩原台 → 阪急川西能勢口駅

#### プロロジス系統
- 11系統：阪急川西能勢口駅 - 萩原台 - 鴬台 - 清和台営業所前 - プロロジスパーク猪名川（2・1）
  - 2021年10月16日のダイヤ改正で新設。平日・土休日ともに6往復運行。朝ラッシュ時にプロロジスパーク行きが、夕方ラッシュ時に川西行きが運行される。

#### つつじが丘系統
川西発のうち、パークタウン中央・日生中央へ直通する便は、差組大橋 → つつじが丘一丁目間で9→49系統に変更して、引き続き運行される。また、つつじが丘内を始発・終着とする便は、途中で系統変更等はせず、終点まで該当する系統のまま運行される。
2012年3月26日の改正で、昼間時の1系統の1本を延長したパークタウン中央発着便が新設され、つつじが丘便は毎時2本に増便された。また、この改正から全便つつじが丘循環となり、従来あった59系統は9系統に統合された。
2021年10月16日の改正では、平日朝ラッシュ時につつじが丘一丁目 → 阪急川西能勢口駅 の急行便が運行される（石道口→西多田間無停車） 。
- 9系統：JR川西池田駅 - 阪急川西能勢口駅[注釈 1] - 萩原台 - 鴬台 - 清和台営業所前 - （つつじが丘循環） - つつじが丘 - 大原公園前 - 紫合 - 日生中央駅
  - 阪急川西能勢口駅 - パークタウン中央、つつじが丘一丁目→阪急川西能勢口駅/JR川西池田駅、JR川西池田駅→つつじが丘五丁目の区間便あり。
- 49系統：つつじが丘一丁目 → （つつじが丘循環） → つつじが丘 → 大原公園前 → 紫合 → 日生中央駅

（つつじが丘循環）は、(つつじが丘 or 差組大橋から) → 一丁目 → 二丁目 → 三丁目→ 四丁目 → 五丁目 → 二丁目 → (つつじが丘 or 差組大橋へ)の順に循環運転を行う。

### 杉生線

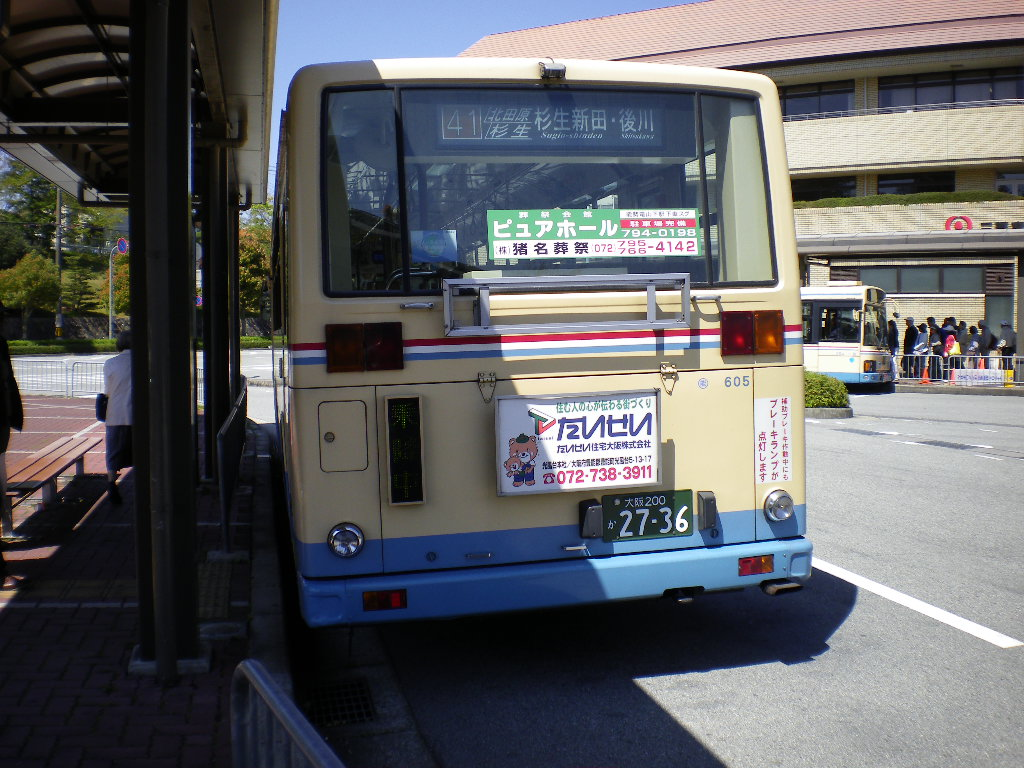
後川まで運行当時の41系統

日生中央駅から県道川西三田線と川西篠山線を走行し、猪名川町の北部に位置する杉生へと向かう系統。終日にわたって運行されているが、一部で2時間間隔になる時間帯もある。
かつては朝と夕方以降のみ運行だったが、2002年3月24日のダイヤ改正で川西バスターミナルからの直通便（10系統）が廃止されたため、昼間も運行されるようになった（同時に、系統番号も11番から41番に改番）。このため旧杉生線の他の系統と異なり、川西猪名川線に編入されず2023年現在も杉生線として取り扱われている。
かつての北限、後川停留所は丹波篠山市にあり、古くはさらに北の籠坊温泉まで路線が延びていた。数百メートル先に神姫バスの後川上停留所があり、乗り換えも可能だったが、籠坊温泉方面は平日の数便しか運行がなかった為、利用時は注意が必要だった。廃止直前のダイヤでは後川へ行く便は日中の1日2往復のみとなっているが、2017年12月1日から2018年3月31日にかけて冬季運休となり、2018年9月30日限りで杉生新田～後川が廃止され、これにより阪急バスが篠山市並びに丹波国から路線を撤退し、同時に阪急バスで同一府県内で令制国をまたぐ路線も消滅した。
翌10月1日改正時に、「木津総合会館前」→「木津八幡神社前」、「六瀬支所前」→「六瀬総合センター前」、「町営北プール前」→「笹尾春日神社前」と停留所名の変更が実施された。
さらに2020年5月25日改正により猪名川町が運行する予約制バスの「チョイソコいながわ」の実証運行に伴い、61系統および41系統の杉生～杉生新田が休止され、杉生止まりに変更された。実証運行終了後は復活するかは未定である。
同線は、能勢営業所から移管された路線の一つでもあり、61系統の全便と41系統の一部の便は同営業所が担当していた（2002年3月24日のダイヤ改正以前は、41系統を含む全便を能勢営業所が担当）。
- 41系統：日生中央駅 - 紫合 - 北田原 - 杉生

### 日生ニュータウン線
日生中央駅の北東に広がる「日生ニュータウン」へのアクセス路線として、1985年7月1日より、64系統日生中央 - 伏見池公園前間で運行開始。その後は丸山台地区の造成の進捗に伴い、1995年10月1日の改正よりカリヨンの丘循環系統となる65系統の新設、1998年7月18日の改正より64系統の一部の便において、ジャスコ猪名川店 (当時) の最寄りとなるパークタウン中央への延伸を開始した。63系統はその後、2002年3月24日の改正より64系統に改番・編入されている。
2012年3月26日の改正で新たに63系統が新設され、昼間の日生中央 - 伏見池公園前間では63・64系統と交互に20分（系統別に見ると40分）間隔で運行されている。
2018年10月1日改正では、65系統の深夜帯の便を伏見池公園前まで延長させた66系統が新設された。また、パークタウン東口停留所の廃止及び猪名川パークタウン線46系統の廃止を受けて、63・64系統の一部便の発着がパークタウン中央から若葉二丁目に変更された。
- 63系統：若葉二丁目 - 白金二丁目 - パークタウン中央 - 紫合 - 日生中央駅 - 伏見台配水地前 - 伏見池公園前
  - 日生中央と伏見台北部との間を最短ルートで結ぶ系統。川西市美山台の西側を走行するルートをとっている。
  - 平日の朝夕ラッシュ時と土休日の早朝時間帯に日生中央駅発着の区間便が、その他の時間帯は、平日の一部(上記)を除き若葉二丁目発着便が運行される。全体的な本数は64系統ほど多くなく、2時間に1本の間隔になる時間帯もある。
  - 平日夕方1本のみ、伏見池公園前 → 日生中央駅 → パークタウン中央の区間便も運行される。
  - 伏見台一丁目は、伏見池公園前行きのみ停車する。
- 64系統：若葉二丁目 - 白金二丁目 - パークタウン中央 - 紫合 - 日生中央駅 - 美山台三丁目 - 伏見池公園前
  - 伏見池公園前発着のメインとなる系統。63系統とは逆に美山台の東側及び同市丸山台の西側を経由するルートを走行しており、後述の65系統と共に同ニュータウンの主要交通手段の一端を担っている。
  - 基本となる日生中央駅 - 伏見池公園前の他、日中の時間帯に若葉二丁目発着便が運行されるのに加え、土休日の日中時間帯にパークタウン中央→日生中央駅の区間便も運行される。
- 65系統：日生中央駅 → 丸山台三丁目 → カリヨンの丘 → 美山台三丁目 → 日生中央駅 
  - 同ニュータウンの中で最も東側に位置する同市丸山台の外周を内回りで一周する循環系統で、同線の中では最も本数が多い。朝ラッシュ〜夜の日生中央 - 美山台三丁目間は、64系統も含めると1時間に4〜5本になる時間帯もあることから、同線の中で最も主要な系統ともなっている。
- 66系統：日生中央駅 → 丸山台三丁目 → カリヨンの丘 → 美山台三丁目 → 伏見池公園前
  - 前述の通り2018年10月1日改正で新設された系統。美山台三丁目までは65系統と、同停留所から先は64系統と同じルートを走行する。平日・土休日ともに、深夜帯の日生中央発のみ運行。

### 西能勢線
能勢営業所から移管された路線の一つで、同営業所では中心的存在だった。大阪府能勢町の各集落から町街地を経由し、最寄りの駅となる山下駅へと向かう。
2009年11月1日の改正では各系統とも減便され、山下駅前 - 森上間においては1時間に1本程度となった。豊中センター方面へと向かう77系統と、町内の東西を連絡する74系統については能勢町の補助対象路線となっている。
なお、2006年から2007年頃に能勢町がデマンドバスの代わりとなっていた通園バス・町福祉バスとともにこの西能勢線を路線改編する計画を打ち出していたが、町バスを除いて見送られた。
こちらも2020年5月25日改正により猪名川町が運行する予約制バスの「チョイソコいながわ」の実証運行に伴い、76系統の日生中央 - 上阿古谷 - 森上間が運休になった。こちらも、実証運転終了後も再開するかは未定である。
2021年4月1日にダイヤ改正が実施された。
- 73系統：山下駅 - 山下本町 - 一庫ダム - 森上 - 大里 - 能勢町役場前 - 能勢町宿野
  - 西能勢線のメイン系統。後述の74・77系統が運行されない時間帯を埋める形で、毎日朝夕と土休日の昼間時に運行。
  - 改正前は、能勢町宿野発着便に加えて、温泉旅館「能勢温泉」の最寄りである能勢の郷までの便が土休日の午前と午後に1往復ずつ運行されていたが、改正時に能勢町宿野発着便に変更される形で廃止された。
- 74系統：山下駅 - 山下本町 - 一庫ダム - 森上 - 大里 - 能勢町宿野 - 大里 - 口山内
  - 能勢町西部にある田尻集落へのアクセス系統で、口山内停留所すぐそばにある大阪府立豊中高等学校能勢分校（旧・同府立能勢高等学校）の山下側からの通学便としての役割も持っている。平日の朝に1往復、夕方に2往復運行。大里 - 能勢町宿野は重複運行となる。
  - 改正前は、昼間時にも1往復運行されていたが、能勢町宿野 - 口山内 間が廃止され、73系統に変更された。夕方に1往復運行されていた 能勢町宿野 - 口山内 の区間便も改正時に廃止された。
- 76系統：山下駅 → 山下本町 → 一庫 → 日生中央駅
  - 猪名川町阿古谷集落へのアクセス及び後述の77系統の補完系統として運行されていたが、徐々に本数を減らし、前述の「チョイソコいながわ」実証実験開始以降は、猪名川営業所への入庫系統として上記のルートに縮小されると同時に、運行本数も土休日に1本のみとなった。改正前は夜に運行していたが、改正後は昼間の運行に変更となっている。
- 77系統：山下駅 - 山下本町 - 一庫ダム - 森上 - 能勢町宿野 - 中宿野 - 豊中センター前
  - 宿野集落北部に点在する郊外住宅街「能勢ネオポリス」「能勢ニュータウン」や、豊中センター前停留所すぐのところにある「豊中市立青少年自然の家わっぱる」へのアクセス系統。改正前は毎日5往復（+平日のみ山下駅前発1本）運行されていたが、改正後は毎日2往復（+土休日のみ豊中センター前発1本）に減便されている。過去には、能勢町宿野 - 豊中センター前 間の区間便も設定されていた。
  - 豊中センター前から北へ5分程歩くと、京都府亀岡市との府境があり、同市畑野町の「畑野ニュータウン」に入る。府境からさらに10分程北に向かって歩くと、同市が京阪京都交通に運行を委託している「亀岡市ふるさとバス」の広野に到着する。ここから千代川駅や、運動公園ターミナルを経て亀岡駅へ向かうことが出来るが、特に互いの系統の接続の考慮はされていない。

### 武田尾線
宝塚市北部の西谷地区を運行するローカル路線。2021年3月31日をもって西谷自動車→阪急田園バスから継承した西谷出張所が廃止され、4月1日より西谷出張所の親営業所である宝塚営業所管轄となり、2022年4月1日から猪名川営業所へ再移管した。この移管にあわせて、1系統の運行経路変更、日生中央駅に接続する31系統を設定した。なお、切畑経由の系統はJR武田尾駅で折り返し玉瀬辻経由の系統として連続運行し（逆方向もあり）、そのまま折返し乗車が可能である。
2022年4月1日に新設された31系統は、パークタウンにあるイオンモール猪名川店をはじめとして、猪名川町域への一定需要が見込まれる。切畑から日生中央駅までは新名神高速道路に並行する兵庫県道324号切畑猪名川線経由でパークタウン中央にのみ停車する。宝塚市西谷地域と猪名川町が結ばれるバス路線は、阪急バスの波豆線、西谷自動車の六瀬線と川床線がどれも昭和時代で運行していたが廃止されていたため、今回で4度目の路線新設になる。
- 1系統：上佐曽利 → 宝持ケ鼻 → 東部 → 東部南口 → 大東 → 西谷小学校前 → 大東 → 西谷夢プラザ → 玉瀬 → 切畑 → JR武田尾駅
- 2系統：JR武田尾駅 - 玉瀬辻 - 玉瀬 - 西谷夢プラザ - 大東 - 西谷小学校前 - 大東 - 東部南口 - 東部 - 宝持ケ鼻 - 上佐曽利
- 3系統：JR武田尾駅 - 玉瀬辻 - 玉瀬 - 西谷夢プラザ - 大東 - 西谷小学校前 - 大東 - 東部南口 - 東部 - 長谷公民館前 - 宝持ケ鼻 - 上佐曽利
- 4系統：JR武田尾駅 - 玉瀬辻 - 玉瀬 - 西谷夢プラザ - 東部南口 - 東部 - 長谷公民館前 - 宝持ケ鼻 - 上佐曽利
- 5系統：西谷小学校前 → 宝地ケ鼻 → 上佐曽利
- 10系統：JR武田尾駅 - 玉瀬辻 - 玉瀬 - 西谷夢プラザ - 東部南口 - 東部 - 西谷小学校前 - 宝山坂 - 波豆
- 11系統：JR武田尾駅 - 切畑 - 玉瀬 - 西谷夢プラザ - 東部南口 - 東部 - 西谷小学校前 - 宝山坂 - 波豆
- 31系統：日生中央駅 -（無停車） -  パークタウン中央 - 切畑 -西谷の森公園口 - 西谷夢プラザ - （上佐曽利行きのみ大東 → 西谷小学校前 → 大東を経由）- 東部 - 長谷公民館前 - 下佐曽利 - 上佐曽利

### 多田グリーンハイツ線
下記の大和団地線とは補完関係にあるが、川西病院は玄関前には入らない。平日朝と夕以降のみ運行。
- 100系統：平野駅 - 向陽台三丁目 - 川西病院前 - 山下駅

### 大和団地線
能勢電鉄妙見線の駅（主に畦野駅）と大和団地（阪急北ネオポリス）を結ぶ循環系統。2021年9月1日より系統を再編した。大和団地内での循環方向により大和1と大和2に分けられる。かつては日中のみ平野駅発着便もあった。
- 大和1：畦野駅→大和西一丁目→第八公園前→第十公園前→大和東四丁目→大和西二丁目→畦野駅
- 大和2：畦野駅→大和西二丁目→第八公園前→第十公園前→大和東一丁目→大和西一丁目→畦野駅

### 猪名川町内線
愛称は『ふれあいバス』。コミュニティバス路線で、バスは小型の専用車による運行、経由地の標柱も専用の簡易型となっている。
- 北部1コース：奥猪名健康の郷 - 鎌倉 - 旭ヶ丘上 - ふるさと館 - イナホール前 - 猪名川町役場 - 紫合 - 消防本部前 - 日生中央
- 北部2コース：柏原 - 杉生 - 旭ヶ丘上 - ふるさと館 - 槻並仁部上 - 社会福祉会館前 - イナホール前 - 猪名川町役場 - 紫合 - 消防本部前 - 日生中央
- 南部1コース：千軒 - 消防本部前 - 日生中央 - 松尾台 - 猪名川町役場 - 銀山公会堂前 - 白金 - イナホール前 - 社会福祉会館前 - ふるさと館
- 南部2コース：内馬場 - 日生中央 - 伏見池公園前 - 猪名川町役場 - 差組橋 - つつじが丘 - 猪淵公会堂前 - パークプラザ前 - イナホール前 - ふるさと館

## 過去の担当路線
路線名については現行の名称となる前に廃止された系統も多いため、旧来の名称で表記している。
「川西バスターミナル」「阪急川西能勢口」はいずれも現在の「阪急川西能勢口駅」である。

### 杉生線
10系統のうち、川西バスターミナル - 後川系統は清和台営業所#過去の担当路線を参照。
2002年3月24日の改正で、猪名川町北部地区へ向かう路線が日生中央駅発着に集約されたことにより、川西バスターミナルと北田原・杉生・後川を直通する便は廃止となった。また、永年続いていた池田駅への乗り入れ系統も同日廃止され、かつて尼崎線や桃源台線を含めると頻繁に走っていた池田 - 川西間の定期路線は一旦廃止されたが、のちに西能勢線が川西能勢口に乗り入れる形で復活している。
- 10系統：（池田 → JR川西池田 → ）川西バスターミナル - 丸の内町 - 多田神社前 - 清和台営業所前 - 紫合（池田からの便はここまで） - 北田原（ - 杉生）
- 12系統：池田 → JR川西池田 → 川西バスターミナル → 丸の内町 → 多田神社前 → 清和台営業所前 → 紫合 → 日生中央
- 20系統：北田原 → 紫合 → 清和台営業所前 → 多田神社前 → 川西市役所前 → 川西バスターミナル
- 22系統：日生中央 → 紫合 → 清和台営業所前 → 多田神社前 → 川西市役所前 → パルティ川西前 → JR川西池田 → 池田
- 11系統：日生中央 - 紫合 - 北田原

### 猪名川パークタウン線
- 80系統：日生中央 - 紫合 - 大原公園前 - パークプラザ前 - パークタウン東口
- 81系統：日生中央 - 紫合 - 白金三丁目 - パークプラザ前 - パークタウン東口（ - 猪名川町役場前）
  - また、1996年4月2日の改正より81系統の一部の便において猪名川町役場前までの延長運行を開始したが、2002年3月24日の改正で廃止された。
- 82系統：日生中央 - 紫合 - 大原公園前 - 白金三丁目 - 紫合 - 日生中央（循環）
  - 朝は大原公園前→白金三丁目回り、夕〜夜はその逆回りの運行で一部パークタウン中央発着の区間便もあった。

- 47系統：パークタウン東口 → パークプラザ前 → 大原公園前 → 紫合 → 日生中央
  - 2002年3月24日から2012年3月24日まで運行。

- 46系統：日生中央 - 紫合 - 白金三丁目 - パークプラザ前 - パークタウン東口
  - 2012年3月25日新設。2018年9月30日改正でパークタウン東口停留所とともに廃止された。

### つつじが丘線
日生中央 - つつじが丘住宅地間の貸切輸送を一般路線化のうえ、1996年4月1日より90系統日生中央 - つつじが丘一丁目間で開業し、2002年3月23日まで運行。
開業当時は大原公園前 - つつじが丘間の県道12号バイパスが未開通だったため、同区間はパークタウン若葉地区 - 県道切畑猪名川線の迂回ルートを走行していた（あくまでもバイパス開通までの暫定措置のため、迂回ルート上の途中停留所では乗降扱いしなかった）。
その関係で、同区間上にある「若葉一丁目」・「パークプラザ前」の各停留所から日生中央行きを利用する乗客の誤認防止のため、90系統・日生中央行きは「急行」と称していた。バイパス（パークタウン - つつじが丘間）の開通後、1996年9月1日の改正で乗降扱いを行うようになった（方向幕の「急行」の表示も取り止め）。
1997年10月1日の改正で、つつじが丘二丁目まで運行区間が延長され、1998年7月18日の改正ではつつじが丘内の運行経路が変更（一方通行化）となり、日生発は一丁目経由→二丁目行き、日生行きは一丁目発→二丁目経由の運行となった。
- 90系統：日生中央 - 紫合 - 大原公園前 - つつじが丘（日生中央発は二丁目止まり、日生中央行きは一丁目始発）

### 川西病院循環バス
2008年11月4日から2009年3月31日と、同年5月7日から9月30日に試験運行されていたコミュニティバス路線。
川西市内の住宅地と、市立川西病院間のアクセスを目的に設定された。区間系統も含め、1日5便・一周約65分で、平日のみ運行。運賃は200円均一で、スルッとKANSAIより発行されている企画乗車券や定期券類（グランドパス・スクールパス）は使用できなかった。
- 川西病院→グリーンハイツ北→向陽台三丁目東→川西緑台高校前→向陽台二丁目→緑台四丁目→グリーンハイツセンター→緑台七丁目→多田大橋→移瀬→清和台東五丁目→東池公園前→清和台南小学校前→清和台南→けやき坂（一）→けやき坂（五）→けやき坂小学校前→（けやき坂循環）→多田大橋→緑台七丁目→グリーンハイツセンター→緑台四丁目→向陽台二丁目→川西緑台高校前→向陽台三丁目→グリーンハイツ北→川西病院

太字の区間は、当路線向けに新設された。既存の路線が経由する停留所でも、別に専用の簡易型標柱が設けられていた。
始発便のみ移瀬始発→川西病院行き、終発便のみ川西病院発→（けやき坂循環後）→けやき坂一丁目止めの区間便。

### 大和団地線
2021年8月31日までの系統。当時は系統番号の設定がなかった。大和自治会館前・牧の台会館前の両停留所が改正で休止となった。
- 平野→向陽台三丁目→川西病院（玄関前）→山下駅前→畦野駅→大和自治会館前→第十公園前→大和東一丁目→畦野駅→山下駅前→川西病院（玄関前）→向陽台三丁目→平野（循環）
- 畦野駅→大和西一丁目→大和東一丁目→第十公園前→大和自治会館前→畦野駅（循環）
- 畦野駅→大和東一丁目→第十公園前→大和西五丁目→畦野駅（循環）
- 畦野駅→大和西五丁目→第十公園前→大和東一丁目→畦野駅（循環）

## 運賃
郊外・山岳路線が多いため猪名川町や能勢町、宝塚市西谷地区のエリアでは初乗り170円からの距離制運賃だが、川西市内（JR川西池田駅・阪急川西能勢口駅 - 差組・差組大橋、平野駅 - グリーンハイツ北）は、初乗り230円からの区間制運賃または、230円均一運賃となる。

## 車両
開設の経緯から、実質的に清和台営業所と一体的に運用されており、方向幕も双方の路線のものが搭載されている。また、1996年4月2日改正の大増発以降、多くの台数が必要になったことから、新車と並行して他の営業所からも多くの転属車（主に経年車）が入ったが、2015年以降は新車を中心に導入している。
杉生線・後川系統はかつて川西バスターミナルを起点とする長距離路線（10系統）で、阪急バス全線で唯一となる4桁の運賃（片道1000円、全区間通し乗車時）が設定されていた。この名残りで、運賃の4桁表示に対応した運賃表示器が多く使用されていたが、現在は他営業所と同じレシップ製の液晶式の運賃表示器となっている。
2024年3月末頃よりEVモーターズ・ジャパン製の大型電気バス（4台）の運用を開始する予定である。導入にあたり充電設備費を猪名川町が支援した。
なお、コミュニティバス路線（猪名川町内線・川西病院循環バス）には小型タイプが導入されている（猪名川町内線は三菱ふそう・ローザがメインで稀に日野・リエッセ、川西病院循環バスは三菱ふそう・ローザ）。